# Discorso su due piedi
Discorso su due piedi è un libro il cui contenuto è rappresentato dalla trascrizione e adattamento di una conversazione estemporanea avvenuta in un pomeriggio di fine marzo 1998 tra Enrico Ghezzi e Carmelo Bene sul tema del calcio, da qui il titolo bisemico: discorso a braccio (e) sul calcio. La chiacchierata amicale a due, nel suo svolgersi, diventa tutt'altro che monotematica, arrivando a toccare altri sport e discipline, e soprattutto la maniera stessa di fare e concepire il teatro e l'arte per Bene, e l'esperienza cinematografica e televisiva di Ghezzi.

## Edizioni
- Carmelo Bene, Enrico Ghezzi, Discorso su due piedi, Bompiani, 1ª ed. maggio 1998. ISBN 978-88-452-3773-7